# Айти-Мохкское сельское поселение
Айти-Мохкское се́льское поселе́ние — муниципальное образование в Ножай-Юртовском районе Чечни Российской Федерации.
Административный центр — село Айти-Мохк.

## История
Статус и границы сельского поселения установлены Законом Чеченской Республики от 20 февраля 2009 года № 11-РЗ «Об образовании муниципального образования Ножай-Юртовский район и муниципальных образований, входящих в его состав, установлении их границ и наделении их соответствующим статусом муниципального района и сельского поселения».

## Население
| 2010  | 2012  | 2013  | 2014  | 2015  | 2016  | 2017  |
| ----- | ----- | ----- | ----- | ----- | ----- | ----- |
| 1674  | ↗2297 | ↘1723 | ↗1759 | ↗1786 | ↗1821 | ↗1841 |
| 2018  | 2019  | 2020  | 2021  | 2023  | 2024  |       |
| ↗1863 | ↗1883 | ↗1902 | ↘1579 | ↗1593 | ↗1617 |       |

## Состав сельского поселения
| № | Населённый пункт | Тип населённого пункта       | Население |
| - | ---------------- | ---------------------------- | --------- |
| 1 | Айти-Мохк        | село, административный центр | ↗1617     |